# Jean Giraud (mathématicien)
Pour les articles homonymes, voir Jean Giraud et Giraud.
Jean Giraud, né le 2 février 1936 et mort le 28 mars 2007, est un mathématicien français.

## Biographie
Jean Giraud a passé en 1966 un doctorat de mathématiques à la faculté des sciences de Paris avec Alexander Grothendieck (cohomologie non abélienne de degré 2). Il a dirigé le département de mathématiques de l'École normale supérieure de Saint-Cloud, puis a été le directeur de l'École normale supérieure de Lyon de 1995 à 2000.
Jean Giraud a étudié entre autres la théorie des catégories (il a donné les axiomes pour la théorie des topos de Grothendieck).
Giraud a appartenu au Conseil de la Société mathématique de France et a travaillé à la création de son magazine Astérisque. Il a été président de la section française de la Commission internationale sur l'enseignement des mathématiques (CIEM). En 1970, il a été conférencier invité au Congrès international des mathématiciens à Nice (Utilisation des catégories en géométrie algébrique).

## Écrits
- « Méthode de la descente », in Mémoires de la Société mathématique de France, 1964
- Cohomologie non abélienne, Springer, 1971
- avec Grothendieck, Steven Kleiman, Michel Raynaud, Dix exposés sur la cohomologie des schémas, North Holland, Masson, 1968